# Ескадра лінійних крейсерів (Велика Британія)
Ескадра лінійних крейсерів (англ. Battlecruiser Squadron) — одне з оперативно-тактичних формувань Королівського військово-морського флоту Великої Британії, що існувало протягом 1919—1941 років. Основним призначенням ескадри було вирішення бойових завдань на морських і океанських театрах воєнних дій.

## Командування
Командувачі
- контрадмірал сер Роджер Кіз (8 квітня 1919 — 31 березня 1921);
- контрадмірал сер Волтер Кован (31 березня 1921 — 15 травня 1923);
- віцеадмірал сер Фредерік Філд (15 травня 1923 — 13 жовтня 1924);
- віцеадмірал сер Сіріл Фуллер (30 квітня 1925 — 21 травня 1927);
- віцеадмірал сер Фредерік Дреєр (21 травня 1927 — 21 травня 1929);
- віцеадмірал сер Дадлі Паунд (21 травня 1929 — 24 квітня 1931);
- віцеадмірал сер Вілфред Томкінсон (24 квітня 1931 — 15 серпня 1932);
- віцеадмірал сер Вільям Джеймс (15 серпня 1932 — 14 серпня 1934);
- віцеадмірал сер Сідней Бейлі (14 серпня 1934 — 22 липня 1936);
- віцеадмірал сер Джофрі Блейк (22 липня 1936 — 3 липня 1937);
- віцеадмірал сер Ендрю Браун Каннінгем (3 липня 1937 — 23 липня 1938);
- контрадмірал сер Джофрі Лейтон (23 липня 1938 — 1 червня 1939);
- контрадмірал сер Вільям Вітворт (1 червня 1939 — 11 березня 1940);
- контрадмірал сер Джеймс Сомервілль (30 червня — 10 серпня 1940);
- контрадмірал сер Вільям Вітворт (10 серпня 1940 — 8 травня 1941);
- віцеадмірал сер Ланселот Голланд (12 травня 1940 — 24 травня 1941)†.